# Гвінет Пелтроу
Гві́нет Кейт Пе́лтроу (англ. Gwyneth Kate Paltrow; нар. 27 вересня 1972) — американська акторка, співачка, музикантка, авторка пісень, сценаристка, продюсерка, режисерка та підприємиця. Лауреатка премій «Оскар» і «Золотий глобус» за головну роль у романтичній комедії «Закоханий Шекспір» (1998).

## Біографія
Гвінет Кейт Пелтроу народилася в Лос-Анджелесі (США, штат Каліфорнія), в сім'ї кінорежисера Брюса Пелтроу та відомої акторки Блайт Даннер. Батько був євреєм, а мати вважала себе квакеркою з роду пенсильванських німців. Пелтроу виросла в Санта-Моніці, тоді навчалася у приватній школі для дівчаток у Нью-Йорку, а потім деякий час вивчала історію мистецтв у Санта-Моніці, Каліфорнія. За деякий час вона полишила навчання і присвятила себе акторському ремеслу.

### Кар'єра акторки
Дебютувала на великому екрані Гвінет у фільмі «Крик» (Shout, 1991), потім вона отримала невелику роль у фільмі «Капітан Гак» (Hook, 1991) Стівена Спілберга, друга їхньої родини.
У 1995 році Гвінет виконала роль дружини головного героя у трилері Девіда Фінчера «Сім» (Seven, 1995) за участю Бреда Пітта, Кевіна Спейсі та Моргана Фрімена.
Гру Гвінет у фільмі «Емма» (Emma, 1996) позитивно оцінили критики та глядачі. За два роки вона отримала «Оскар» у номінації «Найкраща жіноча роль», зігравши кохану дівчину молодого Шекспіра у стрічці «Закоханий Шекспір» (Shakespeare in Love, 1998).
Її подальша кар'єра у кіно була успішною завдяки ролям у таких фільмах, як «Талановитий містер Ріплі» (The Talented Mr. Ripley, 1999), «Доказ» (Proof, 2005) і «Родина Тененбаумів» (The Royal Tenenbaums, 2001).
В інтерв'ю виданню «The Guardian» (27 січня 2006 р.) Гвінет Пелтроу зізналася, що в її кар'єрі є фільми, в які вона вклала душу, і низькопробні саморобки, в яких вона брала участь лише через гроші. Такі фільми, як «Родина Тененбаумів», «Доказ» і «Сільвія» (Sylvia, 2003) вона відносить до першої категорії, у той час, як «Вигляд зверху кращий» (View From the Top, 2003) та «Любов зла» (Shallow Hal, 2001) — до останньої.
З 2008 року грає Пеппер Поттс у кіновсесвіті Marvel. У 2010—2014 роках виконувала роль вчительки Голлі Голлідей у трагікомедійному телесеріалі «Хор», за яку у 2011 році виграла премію «Еммі». У 2019—2020 роках грала головну роль у трагікомедійному телесеріалі «Політик».
У 2025 році виконала першу роль за 15 років (з часів «Лишайся сильним»), у якій, за словами Пелтроу, вона «виклалась на повну» — дружини суперника головного героя у спортивній трагікомедії «Марті Найкращий». Залишити кіновсесвіт Marvel у стороні та подумати про «цінність і глибину свого життя» її надихнула подруга Кемерон Діас.

### Інші роботи
- У 2000 році Пелтроу та Г'ю Льюїс (Huey Lewis) випустили музичний сингл Cruisin, щоб популяризувати фільм «Дуети» (Duets, 2000). Після знімання кліпу ця композиція зайняла першу сходинку хіт-парадів в Австралії.
- У 2002 році Пелтроу взяла участь у записі альбому «C'mon, C'mon» співачки Шеріл Кроу. В цьому альбомі вона разом з Кроу виконала пісню «It's Only Love».
- У травні 2005 року Пелтроу обрана новим обличчям «Pleasures perfume» парфумерної компанії Estee Lauder.

## Особисте життя
Гвінет Пелтроу була заручена з Бредом Піттом, про розрив пізніше згадувала з жалем.
5 грудня 2003 року Пелтроу одружилася з музикантом Крісом Мартіном. 14 травня 2004 року в Лондоні народила дочку Еппл (Apple Blythe Alison Martin). 8 квітня 2006 року народила сина Мозеса. Мартін і Пелтроу оголосили про «свідоме розлучення» у березні 2014 року після 10-річного шлюбу. Пелтроу подала на розлучення у квітні 2015 року. Суддя завершив його 14 липня 2016 року.
У 2014 почала зустрічатися із продюсером Бредом Фелчаком, з яким познайомилася на зйомках серіалу «Хор». Пара оприлюднила свої стосунки у квітні 2015. Вони оголосили про заручини 8 січня 2018, а в липні повідомили про планування «приватного та маленького» весілля. Церемонія відбулася у вересні 2018 року у Хемптонс, Лонг-Айленд, штат Нью-Йорк.

## Фільмографія
| Рік       | Фільм                                | Оригінальна назва                     | Роль                     | Примітки   |
| --------- | ------------------------------------ | ------------------------------------- | ------------------------ | ---------- |
| 1991      | Крик                                 | Shout                                 | Ребекка                  |            |
| 1991      | Капітан Гак                          | Hook                                  | Венді Дарлінг            |            |
| 1993      | Готова на все                        | Malice                                | Пола Белл                |            |
| 1993      | Плоть від плоті                      | Flesh and Bone                        | Джинні                   |            |
| 1993      | Смертельні стосунки                  | Deadly Relations                      | Керол Енн Феґот          |            |
| 1994      | Місіс Паркер і порочне коло          | Mrs. Parker and the Vicious Circle    | Пола Гант                |            |
| 1995      | Джефферсон у Парижі                  | Jefferson in Paris                    | Петсі Джефферсон         |            |
| 1995      | Сім                                  | Se7en                                 | Трейсі Міллз             |            |
| 1995      | Місячне сяйво і Валентино            | Moonlight and Valentino               | Люсі Трегер              |            |
| 1996      | Крута вісімка                        | Hard Eight                            | Клементина               |            |
| 1996      | Чужі похорони                        | The Pallbearer                        | Джулі Де Марко           |            |
| 1996      | Емма                                 | Emma                                  | Емма Вудгаус             |            |
| 1998      | З минулого                           | Out of the Past                       | дикторка                 |            |
| 1998      | Обережно, двері зачиняються          | Sliding Doors                         | Гелен Квіллі             |            |
| 1998      | Великі сподівання                    | Great Expectations                    | Естелла                  |            |
| 1998      | Спадщина                             | Hush                                  | Гелен Барінг             |            |
| 1998      | Ідеальне вбивство                    | A Perfect Murder                      | Емілі Тейлор             |            |
| 1998      | Закоханий Шекспір                    | Shakespeare in Love                   | Віола де Лессепс         |            |
| 1999      | Талановитий містер Ріплі             | The Talented Mr. Ripley               | Мардж Шервуд             |            |
| 2000      | Практикантка                         | The Intern                            | камео                    |            |
| 2000      | Дуети                                | Duets                                 | Лів                      |            |
| 2000      | Чужий квиток                         | Bounce                                | Еббі Джанелло            |            |
| 2001      | Ювілей                               | The Anniversary Party                 | Скай Девідсон            |            |
| 2001      | Родина Тененбаумів                   | The Royal Tenenbaums                  | Марго Тененбаум          |            |
| 2001      | Любов зла                            | Shallow Hal                           | Розмарі                  |            |
| 2002      | У пошуках Дебри Вінґер               | Searching for Debra Winger            | камео                    |            |
| 2002      | Остін Паверс — Голдмембер            | Austin Powers in Goldmember           | Діксі Нормос             |            |
| 2002      | Одержимість                          | Possession                            | Мод Бейлі                |            |
| 2003      | Агент Джонні Інгліш                  | Johnny English                        | епізодична роль          |            |
| 2003      | Вигляд зверху кращий                 | View from the Top                     | Донна Дженсен            |            |
| 2003      | Сільвія                              | Sylvia                                | Сильвія Плат             |            |
| 2004      | Небесний Капітан та світ майбутнього | Sky Captain and the World of Tomorrow | Поллі Перкінс            |            |
| 2005      | Доказ                                | Proof                                 | Кетрін                   |            |
| 2006      | На гострій грані                     | Running with Scissors                 | Говп Фінч                |            |
| 2006      | Ганебна слава                        | Infamous                              | Кітті Дін                |            |
| 2006      | Кохання та інші катастрофи           | Love and Other Disasters              | Джексон                  |            |
| 2006      | На добраніч                          | The Good Night                        | Дора                     |            |
| 2008      | Залізна Людина                       | Iron Man                              | Вірджинія «Пеппер» Поттс |            |
| 2008      | Коханці                              | Two Lovers                            | Мішель                   |            |
| 2010      | Залізна людина 2                     | Iron Man 2                            | Вірджинія «Пеппер» Поттс |            |
| 2010—2014 | Хор                                  | Glee                                  | Голлі Голлідей           | телесеріал |
| 2011      | Зараза                               | Contagion                             | Елізабет «Бет» Емгофф    |            |
| 2012      | Месники                              | The Avengers                          | Вірджинія «Пеппер» Поттс |            |
| 2013      | Залізна людина 3                     | Iron Man 3                            | Вірджинія «Пеппер» Поттс |            |
| 2015      | Мордекай                             | Mortdecai                             | Джоанна Мордекай         |            |
| 2016      | Перший месник: Протистояння          | Captain America: Civil War            | Вірджинія «Пеппер» Поттс |            |
| 2017      | Людина-Павук: Повернення додому      | Spider-Man: Homecoming                | Вірджинія «Пеппер» Поттс |            |
| 2018      | Месники: Війна нескінченності        | The Avengers: Infinity War            | Вірджинія «Пеппер» Поттс |            |
| 2019      | Месники: Завершення                  | The Avengers: Endgame                 | Вірджинія «Пеппер» Поттс |            |
| 2019—2020 | Політик                              | The Politician                        | Джорджіна Гобарт         | телесеріал |
| 2025      | Марті Найкращий                      | Marty Supreme                         |                          |            |

## Нагороди та номінації

### Перемоги
- Премія «Оскар»
  - 1999 — Найкраща акторка (за фільм «Закоханий Шекспір»)
- Золотий глобус
  - 1999 — Найкраща акторка в мюзиклі чи комедії (за фільм «Закоханий Шекспір»)
- MTV Movie Awards
  - 1999 — Найкращий поцілунок (разом з Джозефом Файнсом у фільмі «Закоханий Шекспір»)

### Номінації
- Премія BAFTA
  - 1999 — Найкраща акторка (за фільм «Закоханий Шекспір»)
- Золотий глобус
  - 2006 — Найкраща акторка в драматичному фільмі (за фільм «Доказ»)